# Veil Rentier d’Audenarde
De Veil Rentier d’Audenarde of Vieil Rentier d’Audenarde, is een middeleeuws handschrift. Het is een renteboek en grondregister van het einde van de 13e eeuw dat een nauwkeurige beschrijving geeft van de bezittingen en inkomsten van Jean heer van Pamele-Audenarde, een edelman uit het graafschap Vlaanderen. De bezittingen van Jean van Pamele waren gelegen in het zuiden van het huidige Oost-Vlaanderen en in het noorden van Henegouwen. Het handschrift wordt momenteel bewaard in de Koninklijke Bibliotheek te Brussel met als signatuur hs. 1175.

## Beschrijving
Het handschrift is samengesteld uit 187 perkamenten folia van 278 op 205 mm. Het heeft 3 schutbladen vooraan en drie achteraan. Origineel waren er minstens 40 katernen waarvan er een twaalftal zijn verdwenen. De tekst is geschreven in het Picardisch in een variabel aantal lijnen per blad. Hier en daar komen namen of begrippen in het Middelnederlands voor.
Het manuscript kreeg een moderne boekband in varkensleder. De vorige boekband dateerde van de 17e eeuw.
Er waren twee belangrijke kopiisten betrokken bij de totstandkoming van het handschrift. L. Verriest noemde ze in zijn uitgave van 1950 hand-A en hand-B. Hand-A was verantwoordelijk voor het grootste deel van het handschrift vanaf folium 16 recto. Hij gebruikte een mooi gotisch tekstscript, een textualis libraria. Hand–B heeft een sterk verschillend schrift, hij gebruikt een cursiva en besteedde niet veel zorg aan zijn tekst. Deze scribent wordt in een studie van Jean-François Nieus vereenzelvigd met Meester Quentin klerk van  Mathilde de Crecques, de tweede echtgenote van Jan van Oudenaarde. Naast de eerste zestien folia was hij, in wat van het handschrift rest, ook verantwoordelijk voor de opdrachten voor de tekeningen die in de marge zijn terug te vinden. Naast deze twee zijn nog drie andere handen in het manuscript te herkennen, maar die leverden slechts een zeer kleine bijdrage.
Het manuscript bevat een opsomming van domaniale goederen die in het bezit waren van Jean van Pamele, met de omschrijving ervan, onder meer de juiste ligging en de grootte van het domein. Daarnaast werden de namen van de pachthouders genoteerd en de pachtsommen die werden afgedragen. De domeinen in Vlaanderen zijn onder meer: in het land Land van Aalst, Nukerke en Melden, in Henegouwen wordt er melding gemaakt van Vloesberg, Ghoy, Elzele, Wodeke, Oseke, Lessen, Lessenbos, Papegem, Isières, Lanquesaint, Tongre en Bauffe.

## Datering
In hun beschrijving van 1984 geven Gaspar en Lyna als ontstaansdatum ‘na 1291’, maar preciseren ze dat het grootste gedeelte van het handschrift waarschijnlijk geschreven werd tussen 1275 en 1291, maar dat de illustratie na 1291 werd uitgevoerd. In het handschrift zelf worden acht data tussen 1275 en 1291 gebruikt. Het manuscript bevindt zich sedert 1487 in de Librije van Bourgondië.

## Opdrachtgever
Gaspar en Lyna laten de precieze identiteit van Jean van Pamele in het ongewisse. Andere auteurs verwijzen duidelijk naar Jan van Oudenaarde als opdrachtgever van het manuscript. Het verwijderen van een aantal katernen zou trouwens gebeurd zijn na zijn dood in 1293 in opdracht van zijn opvolger en erfgenaam Arnold V.
De ‘Veil Rentier’ is het enige handschrift in zijn soort uit die periode dat bewaard is gebleven, dergelijke renteboeken kennen we voor het overige alleen van kerkelijke instellingen zoals abdijen en bisdommen, maar niet van particuliere personen.

## Illustratie
Bijzonder aan het document zijn de talloze pentekeningen die zijn aangebracht in de marges en in de tekst zelf. Deze afbeeldingen tonen gebouwen behandeld in de tekst, taferelen uit het dagelijkse leven in alle sociale lagen, boeren die een akker bewerken, het binnenhalen van de oogst, dieren, landbouwwerktuigen, markten,.. Ze dragen in belangrijke mate bij tot de kennis van het 13de-eeuwse leefmilieu en landbouwtechnieken. Dit handschrift is een waardevolle bron over het dagelijkse leven in de dertiende eeuw. Naast de illustraties is het boek ook populair in de genealogie.

## Uitgaven
- Léo Verriest, Le polyptique illustré dit ‘Veil Rentier’ de Messire Jehan de Pamele-Audenarde (vers 1275), Chez l’auteur - Duculot Gembloux, 1950
- Paul Van Butsele, Marc Vuylsteke, Het oude renteboek van Oudenaarde (vertaling in het Nederlands), Businarias, Maarkedal, 2011

## Weblinks
- Vieil Rentier d’Audenarde op de website van de Koninklijke Bibliotheek van België.
- Beschrijving en foto’s van de tekeningen op de website van het KIK-IRPA
- (PDF) Document met een beschrijving en een aantal van de tekeningen.